# Чешуйчатый зелёный дятел
Чешуйчатый зелёный дятел (лат. Picus squamatus) — вид птиц из семейства Picidae.

## Распространение
Обитают на Индийском субконтиненте и прилежащих к нему регионах: на территории Афганистана, Ирана, Индии, Непала, Пакистана и Туркменистана. Естественной средой обитания являются леса различных типов.

## Описание
Напоминает зелёного дятла, отличается от него цветом клюва и рисунком на нижней стороне тела.
Корона у самцов красная, у самок тёмная.

## Биология
По данным с территории СССР, оседлая птица. Гнёзда устраивал в самостоятельно выдолбленных дуплах. Откладывал яйца в марте-апреле, в кладке 4-6 яиц белого цвета, птенцы вылетали в мае. Кормился в основном на земле.